# Alfuri
Gli Alfuri (anche Alfur, Alfurs, Alfuros, Alfures, Aliforoes, Alifuru o Horaforas, e in olandese, Alfoeren) è un termine generico registrato al tempo dell'impero marittimo portoghese per riferirsi a tutte le popolazioni non musulmane e non cristiane che vivevano in aree poco accessibili nell'interno della parte orientale del sud-est indonesiano marittimo.

## Etimologia
Sono state proposte diverse origini per il termine Alfur, tra cui dallo spagnolo, dal portoghese e persino dall'arabo. L'ipotesi più probabile comunque è che abbia avuto origine dal tidorese halefuru, un composto composto dalle radici hale "terra" e furu "selvaggio, selvaggio". Da Tidore fu adottato e utilizzato dai commercianti malesi e dagli avventurieri e coloni portoghesi, spagnoli e olandesi che arrivarono alle Isole delle Spezie. Ha dato il nome al mar degli Alfuri.